# Ismael Rodríguez
Ismael de Jesús „Petrolero” Rodríguez Vega (ur. 10 stycznia 1981 w Ciudad Madero) – meksykański piłkarz występujący na pozycji lewego lub środkowego obrońcy, reprezentant Meksyku.